# Liste des stations du métro de Milan
Pour un article plus général, voir Métro de Milan.
Cet article propose la liste des stations du métro de Milan.

## Ligne M1
- Sesto 1º Maggio
- Sesto Rondò
- Sesto Marelli
- Villa San Giovanni
- Precotto
- Gorla
- Turro
- Rovereto
- Pasteur
- Loreto
- Lima
- Porta Venezia
- Palestro
- San Babila
- Duomo
- Cordusio
- Cairoli
- Cadorna
- Conciliazione
- Pagano

### Branche nord-ouest (Rho Fiera)
- Buonarroti
- Amendola
- Lotto
- QT8
- Lampugnano
- Uruguay
- Bonola
- San Leonardo
- Molino Dorino
- Pero
- Rho Fiera

### Branche sud-ouest (Bisceglie)
- Wagner
- De Angeli
- Gambara
- Bande Nere
- Primaticcio
- Inganni
- Bisceglie

## Ligne M2

### Branche nord (Cologno)
- Cologno Nord
- Cologno Centro
- Cologno Sud

### Branche nord-est (Gessate)
- Gessate
- Cascina Antonietta
- Gorgonzola
- Villa Pompea
- Bussero
- Cassina de' Pecchi
- Villa Fiorita
- Cernusco sul Naviglio
- Cascina Burrona
- Vimodrone

### Branche commune centrale
- Cascina Gobba
- Crescenzago
- Cimiano
- Udine
- Lambrate
- Piola
- Loreto
- Caiazzo
- Centrale FS
- Gioia
- Garibaldi FS
- Moscova
- Lanza
- Cadorna
- Sant'Ambrogio
- Sant'Agostino
- Porta Genova
- Romolo
- Famagosta

### Branche sud-est (Abbiategrasso)
- Abbiategrasso

### Branche sud (Assago)
- Assago Milanofiori Nord
- Assago Milanofiori Forum

## Ligne M3
- Comasina
- Affori FN
- Affori Centro
- Dergano
- Maciachini
- Zara
- Sondrio
- Centrale FS
- Repubblica
- Turati
- Montenapoleone
- Duomo
- Missori
- Crocetta
- Porta Romana
- Lodi TIBB
- Brenta
- Corvetto
- Porto di Mare
- Rogoredo
- San Donato

## Ligne M4
- San Cristoforo FS
- Segneri
- Gelsomini
- Frattini
- Tolstoj
- Bolivar
- California
- Coni Zugna
- Sant'Ambrogio
- De Amicis
- Vetra
- Santa Sofia
- Sforza-Policlinico
- San Babila
- Tricolore
- Dateo
- Susa
- Argonne
- Stazione Forlanini
- Repetti
- Linate Aeroporto

## Ligne M5
- Bignami
- Ponale
- Bicocca
- Ca’ Granda
- Istria
- Marche
- Zara
- Isola
- Garibaldi FS
- Monumentale
- Cenisio
- Gerusalemme
- Domodossola FN
- Tre Torri
- Portello
- Lotto
- Segesta
- San Siro Ippodromo
- San Siro Stadio